# Volksbank Freiburg
Die Volksbank Freiburg eG zählt zu den großen deutschen Genossenschaftsbanken. Bezogen auf die Bilanzsumme nimmt sie Rang 71 von 735 Genossenschaftsbanken ein.

## Geschäftsgebiet
Das Geschäftsgebiet erstreckt sich in west-östlicher Richtung von Sasbach am Kaiserstuhl bis Friedenweiler-Rötenbach im Schwarzwald und in nord-südlicher Richtung von Wyhl am Kaiserstuhl bis Schönau im Schwarzwald.

## Geschichte

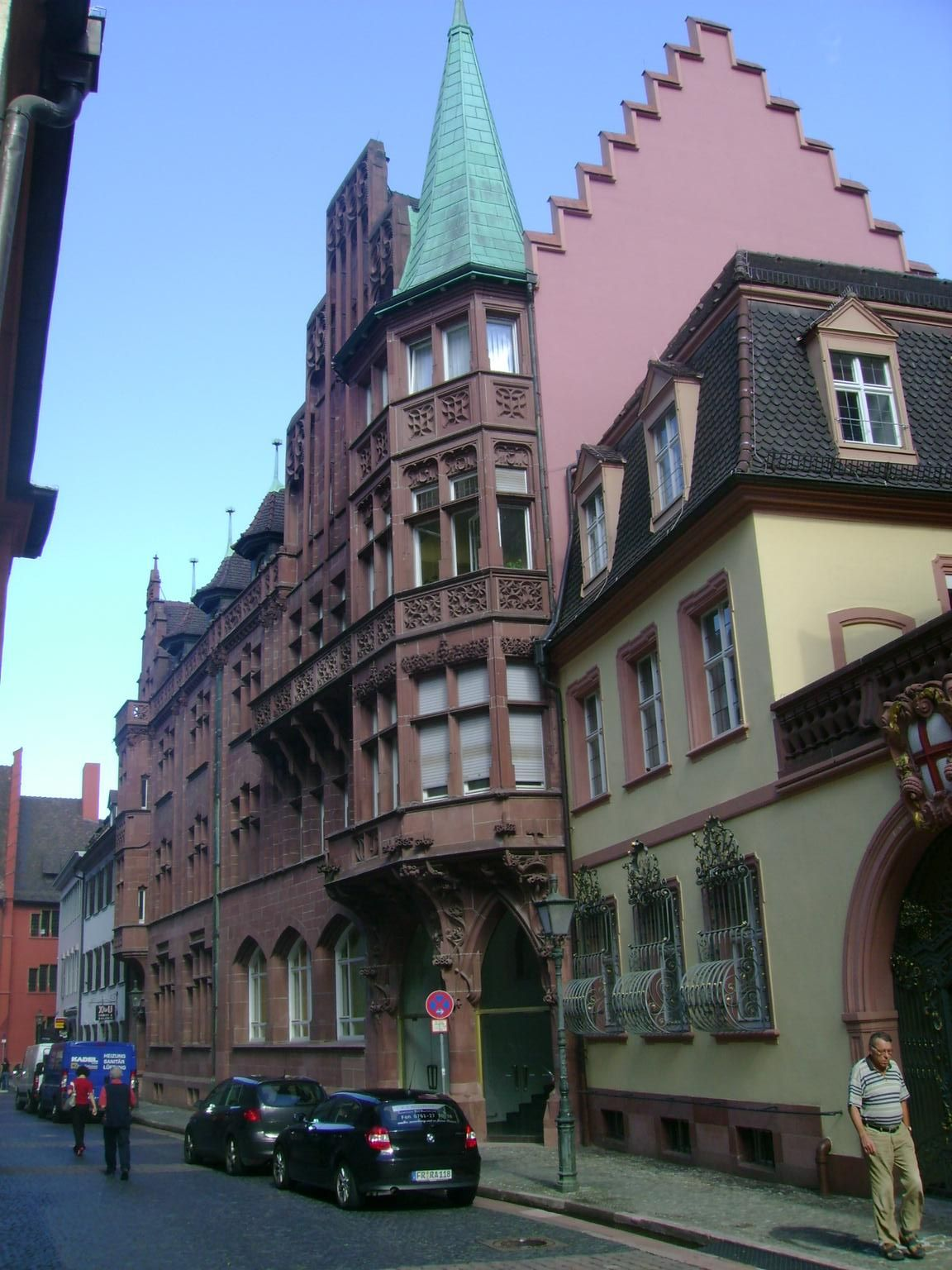
Ehemaliges Hauptgebäude in der Franziskanerstraße

Am 30. Dezember 1866 wurde die Freiburger Gewerbebank als Genossenschaft mit unbeschränkter Haftung gegründet und am 2. Januar 1871 ins Genossenschaftsregister eingetragen.
Aufgrund des neuen Genossenschaftsgesetzes wurden die Mitgliedsbücher ab 1889 nicht mehr alphabetisch, sondern nach der Reihenfolge ihres Eintritts geführt. Bei der Generalversammlung 1906 waren erstmals auch Damen anwesend. Im Sommer des gleichen Jahres erfolgte der Einzug in das neu errichtete Gebäude in der Franziskanerstraße. 1907 wurde mit 5790 Mitgliedern ein neuer Höchststand erreicht. 1909 geschieht die Umwandlung von der unbeschränkten zur beschränkten Haftpflicht.
Wegen des Krieges wurde beim 50-jährigen Jubiläum der Gewerbebank am 23. März 1917 auf eine Feier verzichtet, zugunsten einer Spende an das verarmte örtliche Handwerk. 1918 wurden 19 Millionen Mark an Kriegsanleihen gespendet. Am 9. Mai 1924 wird Papiermark-Schlussbilanz per 31. Dezember 1923 aufgestellt und gleichzeitig auch die Goldmark-Eröffnungsbilanz per 1. Januar 1924. Die alten Geschäftsanteile werden von 1 Million Papiermark zu einer Goldmark umgestellt. Aufgrund des Genossenschaftsgesetzes wird am 21. Februar 1927 anstatt der Generalversammlung eine Vertreterversammlung einberufen. In Todtnau richtet die Gewerbebank eine Nebenstelle ein. Am 27. Februar 1928 erfolgt die Verschmelzung der Freiburger Gewerbebank mit der Spar- und Vorschussbank Todtnau.
Vorstandsmitglied Fritz Fischer wurde am 19. März 1934 „wegen unkorrekten außerdienstlichen Verhaltens“ seines Amtes enthoben. Um den entstandenen Fehlbetrag von 350.000 RM zu kompensieren, bilden Vorstand und Aufsichtsrat eine „Garantiegemeinschaft“; es wird eine 20-prozentige Abschreibung der Mitgliedsanteile vorgenommen. Der Verband gewährt 194.000 RM Zuschuss. Zum Sanierer wird Helmut Heberle ernannt.
In der Aufsichtsratssitzung am 12. September 1934 wurde die Errichtung einer Zahlstelle im Schlachthof besprochen. Der von der Schlachthofverwaltung an die Bank vermietete Arbeitsraum wird am 21. Dezember 1937 bezogen. Die Generalversammlung verweigert sich am 30. April 1942 dem Wunsch des Verbandes nach Umbenennung der Gewerbebank in Volksbank. Die Mitgliedsanteile von 1000 RM werden auf 500 RM abgesenkt, um den Eintritt in die Genossenschaft zu erleichtern.
Durch Verfügung des Reichswirtschaftsministeriums wird die Landesbank für Haus- und Grundbesitz eGmbH in Karlsruhe mit ihren Filialen in Freiburg und Pforzheim am 31. Mai 1943 auf die Freiburger Gewerbebank übergeleitet. Die Nebenstelle Todtnau wird geschlossen.
Am 5. Juni 1946 nominierte die französische Militärregierung neue Aufsichtsräte. Durch die Währungsreform schrumpft das Eigenkapital der Bank am 20. Juni 1948 im Verhältnis 10:1. Wegen des gigantischen Verwaltungsaufwands im Zuge der Währungsreform findet die erste Generalversammlung nach dem Krieg erst am 29. September 1952 statt.
1956 wurde das Bankgebäude in der Franziskanerstraße samt Tresoranlage und einem zeitgemäßen Schalterraum umgebaut. In Schönau im Schwarzwald wird am 24. August 1959 die erste Filiale nach dem Zweiten Weltkrieg eröffnet. Das 100-jährige Jubiläum der Freiburger Gewerbebank Volksbank wird 1966 in großem Stil gefeiert.

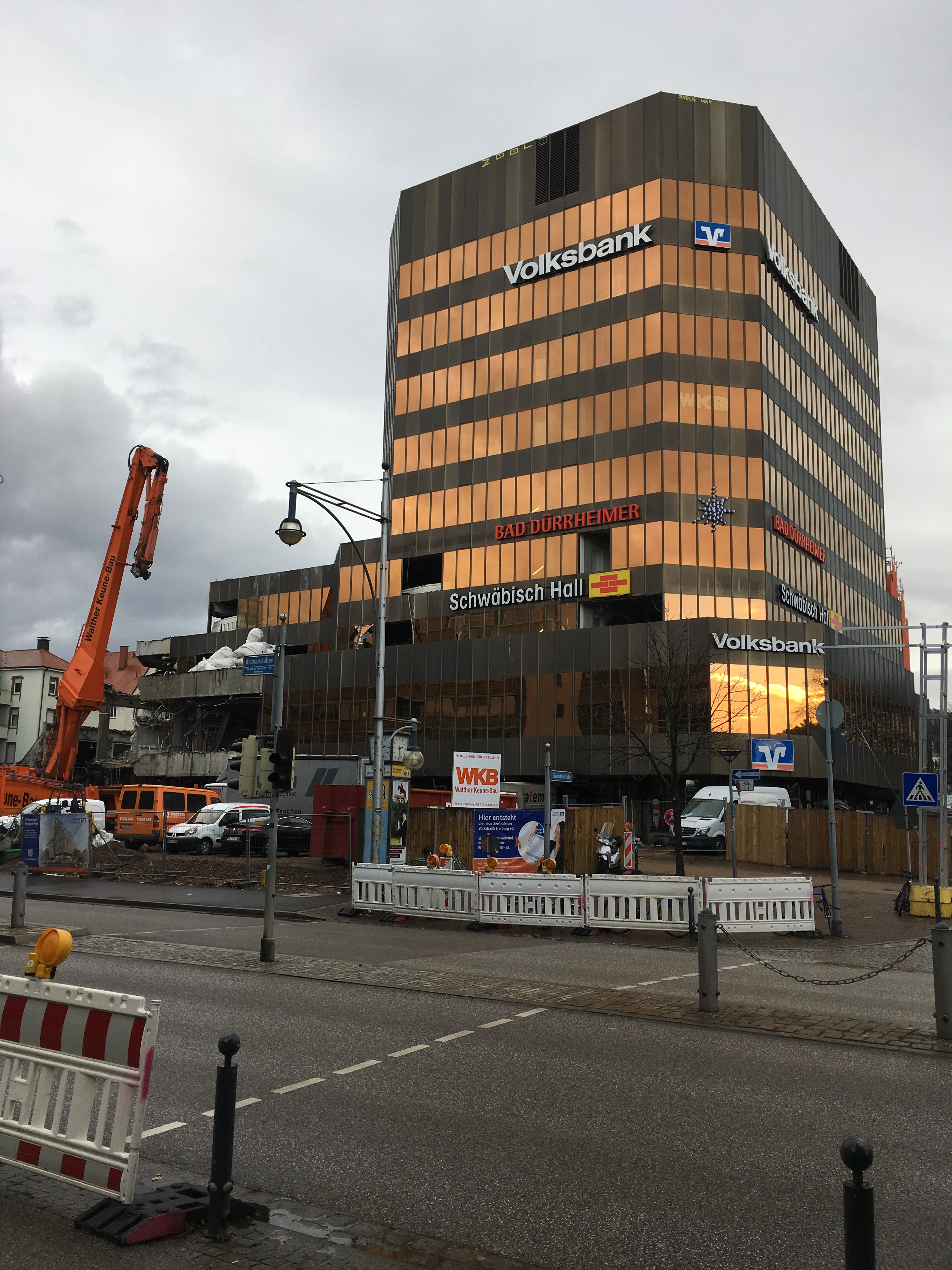
Abriss des alten Gebäudes in der Bismarckallee

1972 fusionierte die Freiburger Gewerbebank Volksbank mit der Volksbank St. Blasien. 1973 wird mit der Raiffeisenbank Freiburg fusioniert und die Bank wird in Volksbank Freiburg umbenannt. Am 20. Mai 1974 zog die Bank ins neu errichtete Gebäude am Hauptbahnhof mit einem Tag der offenen Tür ein. Der Bau entstand durch das Schweizer Architekturbüro Suter + Suter nach dem Entwurf von Rainer Fleischhauer. 2000 wird mit der Raiffeisenbank Südlicher Schwarzwald fusioniert, 2002 mit der Kaiserstühler Volksbank und 2003 mit der Volksbank Hochschwarzwald. Die 140-Jahr-Feier wurde 2007 begangen.
Nachdem 2015 geklärt wurde, dass das Gebäude an der Bismarckallee kein Denkmal ist, liefen die Planungen für Abriss und Neubau. Mitte September 2017 erfolgte der Umzug in das frühere Dresdner-/Commerzbank-Gebäude. 2017 und 2018 erfolgte der Abriss; im Herbst 2018 begann der Neubau. Es wurde mit einer Bauzeit von zweieinhalb bis drei Jahren gerechnet. Ende 2019, acht Wochen vor der geplanten Zeit, konnte Richtfest gefeiert werden. Die Volksbankzentrale, deren Entwurf im Sommer 2016 vorgestellt wurde, besteht aus verschieden hohen Teilen und ist am höchsten Punkt rund 64 Meter hoch. Der verantwortliche Architekt ist Hadi Teherani, der unter anderem auch der Schöpfer der Kölner Kranhäuser ist sowie der Tanzenden Türme in Hamburg. Im Februar 2020 teilte die Volksbank mit, dass sie nur die Hälfte der Flächen des Neubaus selbst nutzen wird. Für den Rest seien schon Interessenten gefunden. Die Eröffnung des neuen Volksbank-Areals erfolgte am 8. Juli 2021. Der Neubaukomplex umfasst neben der Aula des angrenzenden St.-Ursula-Gymnasiums auch das Hotel Courtyard by Marriott an Stelle des früheren Hotels Rheingold. Im September erfolgte in Anwesenheit des Architekten Hadi Teherani die offizielle Eröffnung.